# Engines of Creation
Engines of Creation es el octavo álbum del guitarrista norteamericano Joe Satriani lanzado el 14 de marzo de 2000. El álbum es un experimento de fusión entre guitarra con los géneros de techno, drum 'n bass, y música industrial. Todas las canciones, a excepción de "Until We Say Goodbye" fueron grabadas usando guitarras y remezcladas con plataformas informáticas y manipuladas digitalmente con software y sintetizadores.
La canción "Until We Say Goodbye" fue nominada en 2001 a un Premio Grammy por Mejor canción de rock instrumental.
En los Estados Unidos, un segundo álbum llamado Additional Creations se lanzó junto a Engines of Creation de forma gratuita, adquiriéndose a petición expresa al vendedor. Es considerado una pieza de coleccionista.

## Lista de canciones
1. «Devil's Slide» – 5:11
2. «Flavor Crystal 7» – 4:26
3. «Borg Sex» – 5:27
4. «Until We Say Goodbye» – 4:31
5. «Attack» – 4:22
6. «Champagne?» – 6:04
7. «Clouds Race Across the Sky» – 6:14
8. «The Power Cosmic 2000 – Part I» – 2:10
9. «The Power Cosmic 2000 – Part II» – 4:23
10. «Slow and Easy» – 4:44
11. «Engines of Creation» – 5:58

## Músicos
- Joe Satriani - guitarras, teclados, programación
- Eric Caudieux - teclados, bajo, programación y edición
- Anton Fig - batería
- Pat Thrall - bajo